# Orchestre
Pour les articles homonymes, voir Orchestre (homonymie).

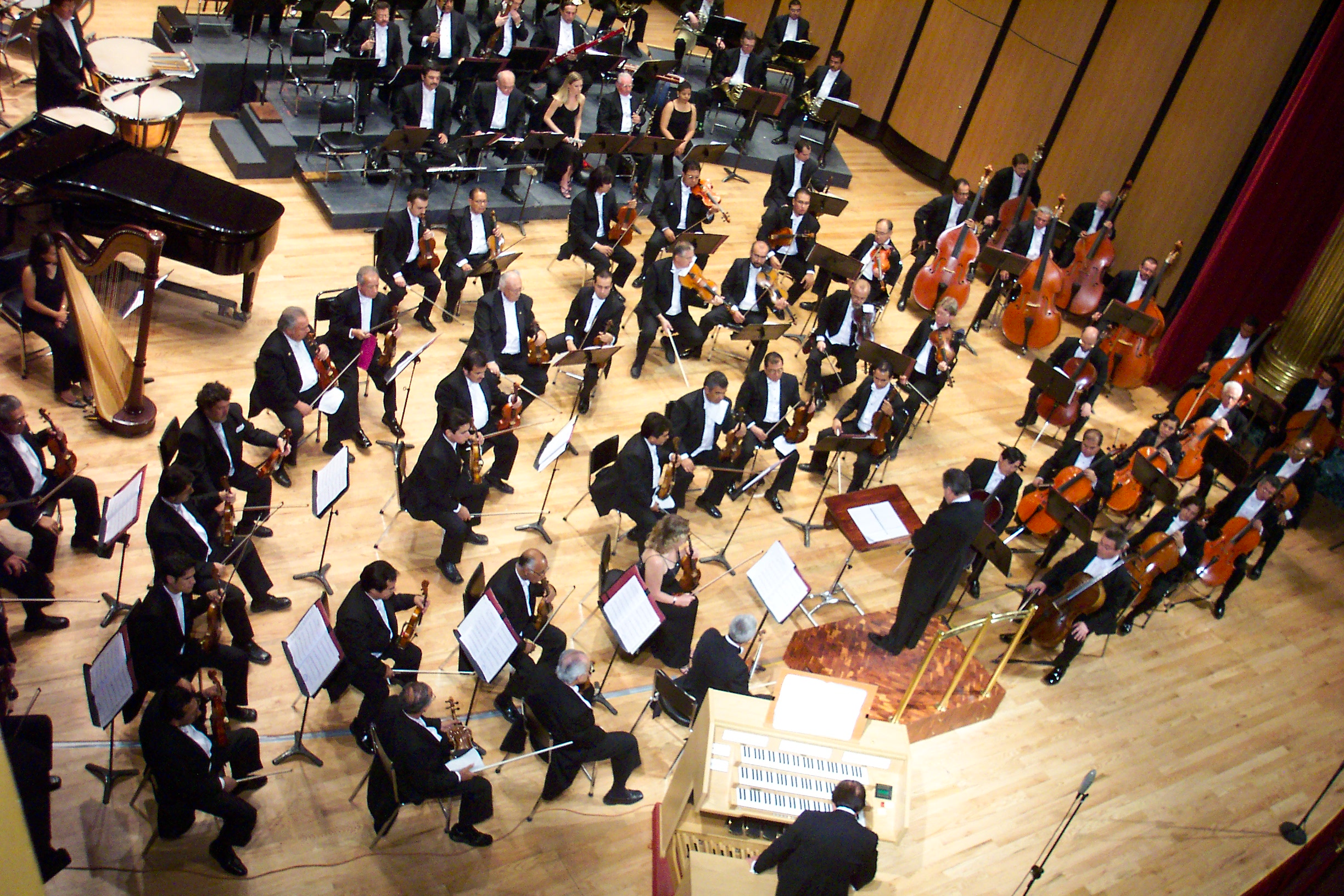
L’orchestre philharmonique de Jalisco.

Un orchestre est un ensemble de musiciens instrumentistes réuni pour l'exécution d'une œuvre musicale. Le nombre et la combinaison des interprètes dépendent du compositeur, de l'époque et du genre du répertoire abordé. Le plus souvent, il est dirigé par un chef d'orchestre.
Suivant les familles d'instruments de musique qui le composent (cordes, bois, cuivres et percussions), l'orchestre peut prendre des formes multiples comme en musique classique, le grand orchestre symphonique (les quatre familles réunies), l'orchestre d'harmonie (bois, cuivres et percussions), la fanfare (cuivres, saxophones et percussions), le bagad (bois et percussions) ou le simple orchestre à cordes.

## Histoire de l'orchestre
Aux XVe et XVIe siècles en Italie, les familles de nobles avaient des musiciens pour jouer de la musique pour la danse à la cour. De véritables orchestres modernes sont apparus à la fin du XVIe siècle, lorsque les compositeurs commencèrent à écrire de la musique pour des groupes d'instruments, en même temps que se développait le théâtre, et en particulier l'opéra. Le premier exemple d'orchestre formel a été Les Vingt-quatre Violons du Roi, créé en 1577 en France.
Au début du XVIIe siècle, la musique était de plus en plus souvent écrite pour des groupes d'interprètes, ce qui est à l'origine du jeu orchestral. L'opéra apparut en Italie, puis en Allemagne et enfin en Autriche.
À la fin du XVIIe siècle, l'opéra s'est développé en Angleterre avec Henry Purcell, et en France avec Jean-Baptiste Lully. Celui-ci a aussi renouvelé le genre du ballet, avec la collaboration de Molière. Les ballets étaient alors entrecoupés de musique instrumentale et vocale.

## Types d'orchestres

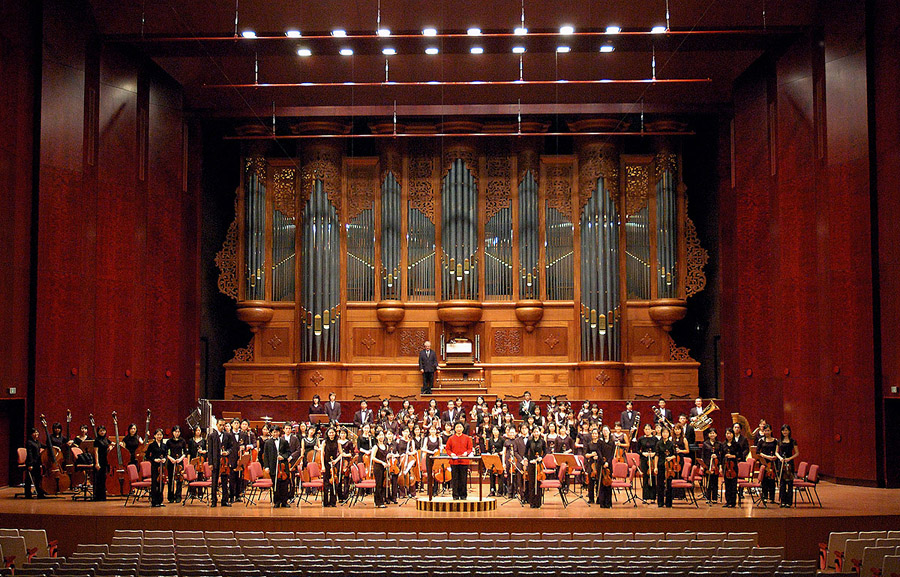
National Concert Hall de Taïwan

Il existe plusieurs types d'orchestre, tels que l'orchestre symphonique ou philharmonique, l'orchestre d'harmonie ou le bagad et l'orchestre de chambre. La différence entre ces orchestres-ci est principalement par le type d'instruments qui les composent.
Le symphonique est constitué de quatre familles d'instruments, soit les cuivres, les bois, les cordes et les percussions, tandis que l'orchestre d'harmonie n'est constitué que de bois, de cuivres et de percussions.
Dans un grand orchestre symphonique, tout est parfaitement organisé, jusque dans les moindres détails : en effet, plus de cent exécutants doivent jouer des parties différentes en parfaite harmonie. Quand le brouhaha des instruments que l'on accorde se tait, tout devient ordonné, précis, harmonieux. Chaque musicien a devant lui la partie écrite qu'il doit exécuter. Ces parties varient selon les instruments : les violons ne jouent pas la même chose que les trompettes ou les clarinettes, et le violoncelle, que la grosse caisse, et le piano (instrument d'orchestre plus rare) ne joue pas la même chose que la harpe, le clavecin, l'orgue liturgique ou autres.
Il en est de même pour les bagads (ou bagadoù en breton), type d'orchestre qui se concentre essentiellement en Bretagne et dans les grandes villes de France. Ces formations de 30 à 60 exécutants sont apparues au milieu du XXe siècle et réunissent des bois (la bombarde et la cornemuse écossaise) et des percussions (caisse claire écossaise, toms, etc.). On y incorpore toutes sortes d'instruments additionnels à petite dose le plus souvent, ainsi que des chanteurs.
Au cours du XXe siècle, de nombreuses tentatives furent faites en Allemagne et aux États-Unis pour limiter l'instrumentation de l'orchestre symphonique aux seuls groupes d'accordéons. Dans cette configuration, l'orchestre symphonique était entièrement constitué d'accordéons chromatiques à anches libres, modifiés pour recréer toute la gamme des sons et des timbres orchestraux lors de l'interprétation de la musique classique occidentale orthodoxe. Ces orchestres d'accordéons comprenaient généralement entre 50 et 100 musiciens,,,,,.

### Un véritable dialogue
Les instruments jouent rarement tous en même temps, sauf si l'on veut obtenir des effets particulièrement grandioses. Le plus souvent, ils jouent par groupes plus ou moins nombreux, parfois ils jouent seuls, faisant alterner les « voix » de leur instrument comme dans un dialogue. Si l'on considère le nombre important de musiciens qui composent un orchestre symphonique, on comprend aisément que chaque chose, même la plus simple, doit être prévue et réglée afin d'éliminer la moindre possibilité d'erreur, ce que, dans le jargon musical, on appelle un « couac ». Non seulement l'erreur passe difficilement inaperçue, mais encore ce qui est pire, elle peut en entraîner d'autres.
Chaque musicien doit donc faire attention à bien exécuter sa propre partie, mais aussi à suivre attentivement celles des autres à travers les gestes et les indications données par le chef, afin d'être toujours en symphonie avec eux.

## Le chef d'orchestre
Le chef d'orchestre est celui qui dirige l'orchestre symphonique et qui veille sur l'interprétation juste de l'œuvre musicale. Un orchestre symphonique est donc une machine parfaite, qui exige de ses membres de l'attention, de la discipline et un travail acharné.
Pour en avoir une idée, il suffit d'observer pendant un concert avec quel ensemble sont tirés les archets des violons, même s'ils jouent des parties différentes. C'est le résultat avec le directeur responsable du fonctionnement de la machine : le chef d'orchestre. De son podium, il coordonne, par les gestes de sa main et de sa baguette, le jeu de ses musiciens. Il indique à chaque groupe d'instrumentistes le moment où il doit commencer à jouer, quand il faut jouer plus ou moins fort, accélérer ou ralentir, selon les nuances qu'il veut obtenir. Devant lui, sur un pupitre, la partition est « ouverte ». La partie de chacun des instruments de l'orchestre y est transcrite. Un coup d'œil suffit au chef d'orchestre pour la lire et transmettre par les gestes et l'expression du visage l'interprétation qu'il désire donner au morceau. Chaque chef d'orchestre a son propre style, son propre tempérament qui détermine le caractère de l'exécution et imprime sa marque à l'œuvre musicale. En effet, la même œuvre exécutée par le même orchestre, mais sous deux directions différentes peut produire des impressions très diverses : ce sont deux versions de l'œuvre qu'entendra l'auditeur. Dans un bagad, le chef d'orchestre est désigné par le terme penn-soner, littéralement « chef sonneur » en breton.